# Lepturges callinus
Lepturges callinus är en skalbaggsart som beskrevs av Bates 1885. Lepturges callinus ingår i släktet Lepturges och familjen långhorningar.
Artens utbredningsområde är:
- Guatemala.
- Honduras.

Inga underarter finns listade i Catalogue of Life.